# Peppy Night
Peppy Night è un programma televisivo italiano di genere varietà, musicale e comico condotto da Peppe Iodice con la partecipazione di Francesco Mastandrea, che firma anche la regia, Daniele "Decibel" Bellini e Francesco Procopio. È in onda dal palcoscenico del Teatro Troisi di Napoli ogni lunedì a partire dal 12 marzo 2021, in diretta su Canale 21

## Storia
Il programma è ideato da Lello Marangio e Peppe Iodice, scritto con Marco Critelli e prodotto da Claudio Malfi Management. Prevede la partecipazione di comici e cantanti, oltre a politici, scrittori e altre figure di rilievo a livello locale. Inoltre, sul palco è presente Francesco Mastandrea nel ruolo di co-conduttore e Daniele "Decibel" Bellini nel ruolo di DJ e annunciatore.
La trasmissione è in onda dal 12 marzo 2021 tutti i lunedì in diretta su Canale 21, con una pausa nella primavera del 2023. La trasmissione ritorna poi a partire da dicembre 2023 ed è in onda fino al febbraio 2025. Il 30 maggio 2024 la trasmissione va in onda con una puntata speciale in diretta dallo Stadio Maradona di Napoli. 

## Edizioni
| Edizione | Titolo                                    | Rete televisiva | Periodo                  | Periodo                  | Numero di puntate | Luogo                                     | Luogo                                          |
| -------- | ----------------------------------------- | --------------- | ------------------------ | ------------------------ | ----------------- | ----------------------------------------- | ---------------------------------------------- |
| 1        | Peppy Night Fest - La variante comica     | Canale 21       | 12 marzo 2021            | 28 maggio 2021           | 12                | Teatro Troisi (Napoli)                    | Teatro Troisi (Napoli)                         |
| 2        | Peppy Night Fest - La seconda dose        | Canale 21       | 1 novembre 2021          | 21 marzo 2022            | 18                | Teatro Troisi (Napoli)                    | Teatro Troisi (Napoli)                         |
| 3        | Peppy Night Zero Limits                   | Canale 21       | 14 novembre 2022         | 10 marzo 2023            | 14                | Teatro Troisi (Napoli)                    | Teatro Palapartenope (Napoli) (ultima puntata) |
| 3        | Peppy Night Zero Limits Campioni d'Italia | Canale 21       | 10 maggio 2023 (Special) | 10 maggio 2023 (Special) | 1                 | Teatro Palapartenope (Napoli)             | Teatro Palapartenope (Napoli)                  |
| 4        | Peppy Night Zero Limits - Sempre di più!  | Canale 21       | 18 dicembre 2023         | 12 febbraio 2024         | 7                 | Teatro Troisi (Napoli)                    | Teatro Troisi (Napoli)                         |
| 4        | Peppy Night Zero Limits - Sempre di più!  | Canale 21       | 30 maggio 2024 (Special) | 30 maggio 2024 (Special) | 1                 | Stadio Maradona (Napoli) Puntata speciale | Stadio Maradona (Napoli) Puntata speciale      |
| 5        | Peppy Night Zero Limits - Sempre di più!  | Canale 21       | 25 novembre 2024         | 24 febbraio 2025         | 11                | Teatro Troisi (Napoli)                    | Teatro Palapartenope (Napoli) (ultima puntata) |
| 5        | Peppy Night Zero Limits Campioni d'Italia | Canale 21       | 4 giugno 2025            | 4 giugno 2025            | 1                 | Arena Flegrea (Napoli)                    | Arena Flegrea (Napoli)                         |

## Puntate

### Prima edizione (2021)
| Puntata | Data       | Ospiti:                                                           | Fonti  |
| ------- | ---------- | ----------------------------------------------------------------- | ------ |
| 1       | 12/03/2021 | Paolo Ascierto, Alex Garini, Andrea Sannino, Gigi Finizio         | [ 3 ]  |
| 2       | 20/03/2021 | Maurizio De Giovanni, Antonio Milo, Franco Ricciardi, Biagio Izzo | [ 4 ]  |
| 3       | 26/03/2021 |                                                                   | [ 5 ]  |
| 4       | 02/04/2021 |                                                                   | [ 6 ]  |
| 5       | 09/04/2021 |                                                                   | [ 7 ]  |
| 6       | 16/04/2021 |                                                                   | [ 8 ]  |
| 7       | 23/04/2021 |                                                                   | [ 9 ]  |
| 8       | 30/04/2021 |                                                                   | [ 10 ] |
| 9       | 07/05/2021 |                                                                   | [ 11 ] |
| 10      | 14/05/2021 |                                                                   | [ 12 ] |
| 11      | 21/05/2021 |                                                                   | [ 13 ] |
| 12      | 28/05/2021 |                                                                   | [ 14 ] |

### Seconda edizione (2022)
| Puntata | Data       | Ospiti                                                            | Fonti  |
| ------- | ---------- | ----------------------------------------------------------------- | ------ |
| 1       | 1/11/2021  | Gaetano Manfredi, Clementino, Erminio Sinni                       | [ 15 ] |
| 2       | 8/11/2021  | Luigi De Magistris, Andrea Sannino                                | [ 16 ] |
| 3       | 15/11/2021 | Corrado Ferlaino, Luciano Moggi, Pascal Vicedomini, Sergio Assisi | [ 17 ] |
| 4       | 22/11/2021 |                                                                   | [ 18 ] |
| 5       | 29/11/2021 |                                                                   | [ 19 ] |
| 6       | 6/12/2021  |                                                                   |        |
| 7       | 13/12/2021 |                                                                   | [ 20 ] |
| 8       | 20/12/2021 |                                                                   | [ 21 ] |
| 9       | 17/1/2022  |                                                                   |        |
| 10      | 24/1/2022  |                                                                   |        |
| 11      | 31/1/2022  |                                                                   |        |
| 12      | 7/2/2022   |                                                                   | [ 22 ] |
| 13      | 14/2/2022  |                                                                   | [ 23 ] |
| 14      | 21/2/2022  |                                                                   | [ 24 ] |
| 15      | 28/2/2022  |                                                                   | [ 25 ] |
| 16      | 7/3/2022   |                                                                   | [ 26 ] |
| 17      | 14/3/2022  |                                                                   | [ 27 ] |
| 18      | 21/3/2022  |                                                                   | [ 28 ] |

### Terza edizione (2023)
| Puntata                        | Data       | Ospiti | Fonti  |
| ------------------------------ | ---------- | --- | ------ |
| 1                              | 14/11/2022 | Mara Venier, Andrea Sannino, Franco Ricciardi, Wanna Marchi, Stefania Nobile, Gaetano Manfredi | [ 29 ] |
| 2                              | 21/11/2022 | Ornella Muti, Neri per caso, I Ditelo Voi, Max Cavallari | [ 30 ] |
| 3                              | 28/11/2022 | Vladimir Luxuria, Stefano De Martino, Paolo Vallesi, Francesco Cicchella, Barbara Foria | [ 31 ] |
| 4                              | 5/12/2022  | Valerio Jovine, Gianluigi Donnarumma, Johnson Righeira, Giucas Casella | [ 32 ] |
| 5                              | 12/12/2022 | Alba Parietti, Clementino, Simone Schettino, Massimo Ceccherini | [ 33 ] |
| 6                              | 19/12/2022 | Gianluca Capozzi, Biagio Izzo, Maurizio De Giovanni, Francesco Paolantoni, Herbert Ballerina, Vincenzo Salemme, Nunzia Schiano, Katia Ricciarelli, Gianni Fiorellino, Monica Sarnelli                                                               | [ 35 ] |
| 7                              | 16/01/2023 | Erminio Sinni, Cristiano Malgioglio, Fabrizio Corona | [ 36 ] |
| 8                              | 23/01/2023 | Lino Banfi, Vincenzo De Lucia, Maurizio Casagrande, Vincenzo Comunale | [ 37 ] |
| 9                              | 30/01/2023 | The Kolors, Federico Fashion Style, Lucia Cassini, Fiordaliso | [ 38 ] |
| 10                             | 06/02/2023 | Francesco Boccia, Michele Placido, Veronica Maya, Valentina Stella | [ 39 ] |
| 11                             | 13/02/2023 | Fausto Leali, Valeria Marini, Pippo Franco, Mario Di Leva, Giuliana De Sio, Edoardo Bennato, Marco Calone | [ 40 ] |
| 12                             | 20/02/2023 | Gigi D'Alessio, Carmine Faraco, Ditelo Voi, Claudio Lauretta | [ 41 ] |
| 13                             | 10/03/2023 | LDA, Pio e Amedeo, Paolo Belli, Mietta, Barbara Foria, Antonio Milo, Vincenzo Comunale, Ezio Greggio, Fabio Concato | [ 43 ] |
| 14 (special Campioni D'Italia) | 10/05/2023 | Gemelli di Guidonia, Vincenzo Salemme, Ciccio Merolla, Maurizio De Giovanni, Francesco Paolantoni, Biagio Izzo, Germano Bellavia, Barbara Foria, Nino D'Angelo, I Ditelo Voi, Franco Ricciardi, Andrea Sannino, Maria Nazionale, Nunzia De Girolamo | [ 44 ] |

### Quarta edizione (2024)
| Puntata                  | Data       | Ospiti | Fonti  |
| ------------------------ | ---------- | --- | ------ |
| 1                        | 18/12/2023 | Iva Zanicchi, Andrea Sannino, Francesco Cicchella, Sal Da Vinci | [ 45 ] |
| 2                        | 25/12/2023 | Gaetano Manfredi, Francesco Paolantoni, Jonathan Kashanian, Paolo Caiazzo, Rossella Erra, Peppe Lanzetta, Pio e Amedeo, Franco Ricciardi, Stefano De Martino, Gianni Fiorellino | [ 46 ] |
| 3                        | 15/01/2024 | Jerry Calà, Bianca Guaccero | [ 47 ] |
| 4                        | 22/01/2024 | Marco Civoli, Enrico Montesano, Cugini di Campagna | [ 48 ] |
| 5                        | 29/01/2024 | Raoul Bova, Valentina Stella, Antonella Elia, Rosario Miraggio, Pino Mauro | [ 49 ] |
| 6                        | 05/02/2024 | Giancarlo Magalli, Amedeo Minghi | [ 50 ] |
| 7                        | 12/02/2024 | Annalisa Minetti, Giancarlo Giannini, Morgan, Emiliana Cantone, Adriano Pappalardo                                                                                              | [ 51 ] |
| 8 (special dallo stadio) | 30/05/2024 | Serena Rossi, Franco Ricciardi, Andrea Pucci, Vincenzo De Lucia, Francesco Paolantoni, Bianca Guaccero, Max Giusti, Andrea Sannino, Neri per caso, Johnson Righeira             | [ 52 ] |

### Quinta edizione (2024)
| Puntata                        | Data       | Ospiti                                                                  | Fonti  |
| ------------------------------ | ---------- | ----------------------------------------------------------------------- | ------ |
| 1                              | 25/11/2024 | Giusy Attanasio, Maria Rosaria Boccia, Asia Argento, Rosario Miraggio   | [ 53 ] |
| 2                              | 2/12/2024  | Gianni Fiorellino, Enzo Iacchetti, Ezio Greggio, Mauro Repetto, Gigione |        |
| 3                              | 9/12/2024  |                                                                         |        |
| 4                              | 16/12/2024 |                                                                         |        |
| 5                              | 23/12/2024 |                                                                         |        |
| 6                              | 20/1/2025  |                                                                         |        |
| 7                              | 27/1/2025  |                                                                         |        |
| 8                              | 3/2/2025   |                                                                         | [ 54 ] |
| 9                              | 11/2/2025  |                                                                         | [ 55 ] |
| 10                             | 19/2/2025  |                                                                         | [ 56 ] |
| 11                             | 24/2/2025  |                                                                         | [ 57 ] |
| 12 (special Campioni d'Italia) | 06/06/2025 |                                                                         |        |